# Детски хор „Бонка Големанова“
Детски хор „Бонка Големанова“ е създаден през 1979 г. в Ботевград. Той носи името на Бонка Големанова – създателка на хора, диригент и педагог.
През първите години от основаването си с децата работят педагозите Илка Попова, Васил Арнаудов, Дора Христова, Димитър Нинов, Димитрина Нинова и др. От 1995 г. диригент става Боряна Нешкова. Става един от 10-те представителни хорове в България. От редиците му са излезли пианисти, певци, учители и диригенти.
Хор „Бонка Големанова“ е носител на множество награди и отличия. Участва в Международния хоров конкурс на името на Золтан Кодай в Унгария, осъществил е турне в Полша, има концерти в Русия по покана на Музикална студия „Подлипки“ – Калининград. Последното излизане зад граница е в Хърватия.
В хоровата школа пеят над 40 деца на възраст между 3 и 16 години, които са разделени на 2 групи: „хор на малките“ – от 3 до 7 г. и „хор на големите“ – от 8 до 16 г. В репертоара са включени над 100 заглавия от съвременни български и чужди композитори, класика и барок, хитове от световната поп и рок музика, обработки на български фолклор.